# 올리버 색스
올리버 울프 색스(Oliver Wolf Sacks, CBE, FRCE, 1933년 7월 9일 ~ 2015년 8월 30일)는 잉글랜드의 신경의학자이며 박물학자였으며, 또한 대중적인 작가였기도 하다. 1960년 옥스퍼드 퀸스 칼리지에서 의학 학위를 취득하였다. 2007년 7월부터 컬럼비아 대학교 의과대학 교수를 역임했다.

## 서훈
- 2008년 대영 제국 훈장 3등급(CBE) 수훈[1]